# Francesco II Gattilusio

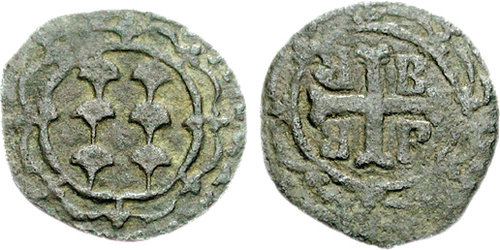
Denaro di bronzo di Francesco II, con lo stemma dei Gattilusio e la croce tetragrammica dell'Impero bizantino.

Francesco II Gattilusio, nato Jacopo Gattilusio, (Mitilene, 1370 circa – Mitilene, 1403 o 1404), è stato un politico italiano che fu signore di Lesbo dal 1384 alla sua morte.

## Biografia
Era il terzo figlio di Francesco I Gattilusio e di Irene Paleologa, la sorella dell'imperatore Giovanni V.
Il 6 agosto 1384, un terremoto colpì Lesbo. Tra i morti ci furono Francesco I e i suoi due figli maggiori,  Andronico e Domenico. Il terzo figlio Jacopo sopravvisse: al momento del terremoto stava dormendo accanto ai suoi fratelli in una torre del loro castello, ma il giorno seguente fu scoperto in una vigna alla base del castello. Succedette al padre nella signoria di Lesbo sotto il nome di Francesco II. Era ancora minorenne e fu posto sotto la reggenza dello zio paterno Niccolò di Enos
La reggenza durò tre anni quando un litigio tra i due vi pose fine e Niccolò tornò alla sua dimora. Su raccomandazione del loro comune amico, Demetrio Cidone, Francesco permise a Manuele Paleologo di rifugiarsi a Lesbo per almeno due mesi nell'estate del 1387, dopo che Manuele era fuggito da Tessalonica.

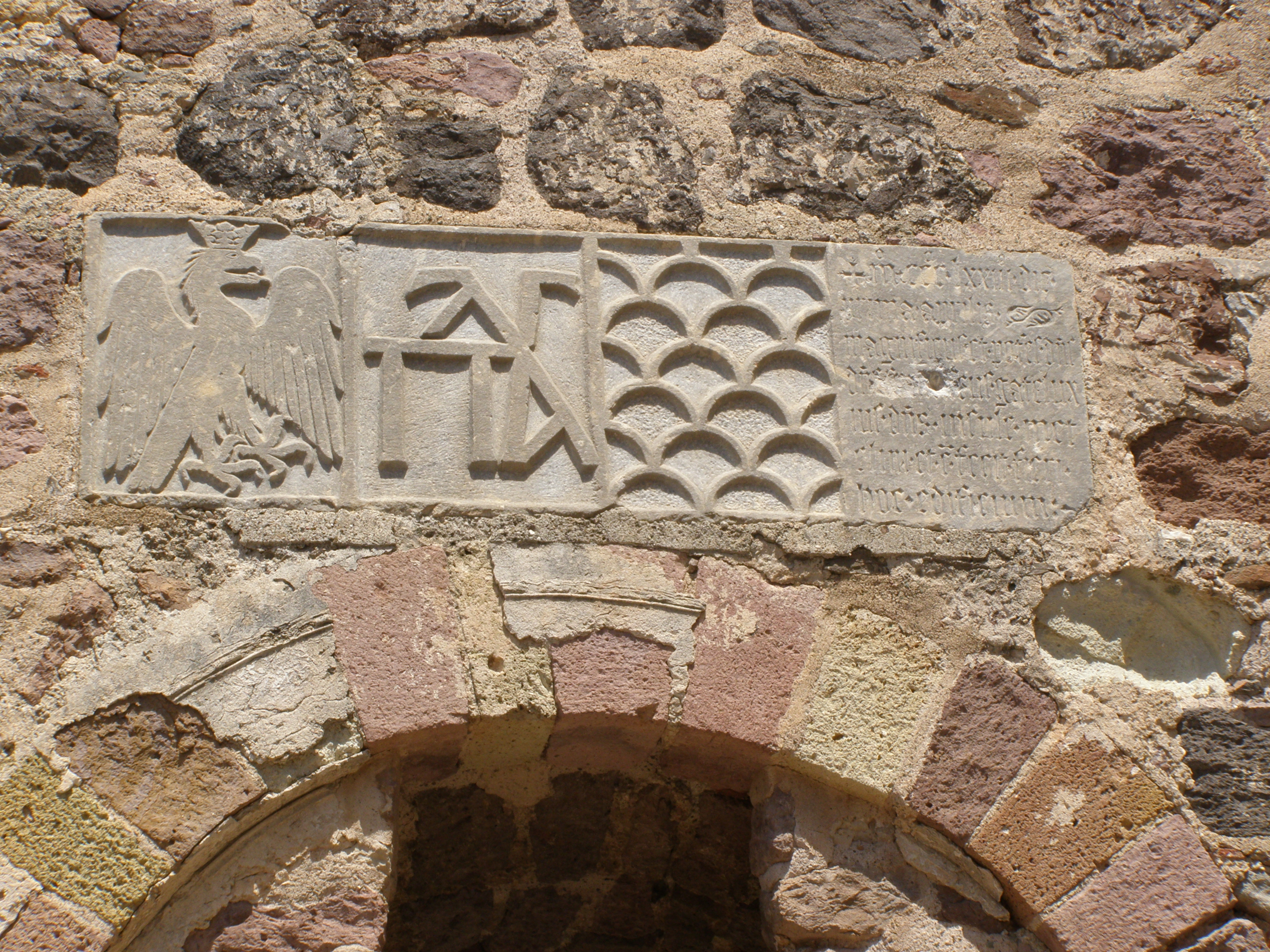
Bassorilievo sul Castello di Mitilene, che mostra l'aquila dei Doria a sinistra, il monogramma di famiglia dei Paleologi al centro e lo stemma dei Gattilusio a destra

Tuttavia Francesco non permise a Manuele di stabilirsi all'interno delle mura di Mitilene, probabilmente a causa delle dimensioni della sua corte o perché Francesco non voleva irritare il sultano Murad I .
Nel novembre del 1388, Francesco strinse un'alleanza con i Cavalieri di Rodi, i genovesi di Chio, Giacomo I di Cipro e i genovesi di Galata contro il sultano Murad. Nell'estate del 1396, quando Pera fu assediata dai soldati di Bajazet I, la sua galea si trovava di stanza nel Corno d'oro; la comunità genovese di Pera fece una petizione a Francesco per avere il suo aiuto; successivamente aiutò i veneziani a fare una sortita per liberare Costantinopoli.
Francesco, insieme allo zio Niccolò, si impegnò a versare ingenti somme per riscattare i prigionieri catturati alla Battaglia di Nicopoli (1396); del riscatto totale, fissato a 200.000 ducati, i due uomini si resero responsabili per 150.000, che i prigionieri promisero di ripagare il prima possibile.
Questa azione, come anche la posizione di Lesbo, fece sì che la sua casa venisse frequentemente visitata da personaggi importanti dell'Europa occidentale in viaggio. William Miller scrive "questa era la loro ultima tappa nelle terre latine nel loro viaggio verso Costantinopoli o l'Asia".
Ruy González de Clavijo, l'ambasciatore di Enrico III di Castiglia inviato alla corte di Tamerlano nel 1403, rimase con Francesco a un certo punto nel suo viaggio di andata, e registrò che aveva incontrato Giovanni VII Paleologo, "il giovane imperatore" nella sua casa; de Clavijo nota che Giovanni "risiedeva molto in quest'isola".
Il nome della moglie di Francesco non è noto. L'unico indizio della sua identità è l'affermazione di Costantino il Filosofo, biografo di Stefan Lazarević, che scrisse verso il 1431, che la moglie di Stefan, Elena Gattilusio, era "da parte di madre, una nipote dell'imperatore Manuele, dal quale i signori e il lignaggio della sua famiglia erano chiamati Paleologi." Di quale nipote dell'imperatore Manuele si trattasse, o se la sua esistenza fosse altrimenti registrata, rimane un mistero.
La morte di Francesco fu particolare, in qualche modo simile a quella del padre. Fu punto da uno scorpione e il peso della gran quantità di persone che accorsero in suo aiuto fece crollare il pavimento di legno. Il veleno non fece morire Francesco, ma morì per la caduta

## Discendenza
Francesco ebbe sei figli conosciuti:
- Jacopo Gattilusio; fu signore di Lesbo dal 1403/04 al 1428.
- Dorino I Gattilusio; fu signore di Lesbo dal 1428 al 1455.
- Palamede Gattilusio; fu signore di Enos dal 1409 al 1455.
- Irene Gattilusio; sposò Giovanni VII Paleologo e fu la madre di Andronico V Paleologo.
- Helena Gattilusio; sposò nel 1405 Stefan Lazarević, senza discendenza nota.
- Caterina Gattilusio; sposò Pietro, un dei Grimaldi di Boglio, un ramo dei Grimaldi.

Secondo George T. Dennis, Francesco ebbe anche un figlio naturale di nome Giorgio, che fu il destinatario di almeno una lettera dell'imperatore Manuele II Paleologo, e che servì come di Francesco al duca di Borgogna nel settembre/ottobre 1397.

## Ascendenza
|                                             |                                             |                                               | Genitori                            |  |  | Nonni |  |  | Bisnonni            |  |  | Trisnonni          |  |
|                                             |                                             |                                               |                                     |  |  |       |  |  | Luchetto Gattilusio |  |  | Giacomo Gattilusio |  |
|                                             |                                             |                                               |                                     |  |  |       |  |  | Luchetto Gattilusio |  |  | Giacomo Gattilusio |  |
|                                             |                                             | Alasina Usodimare                             |                                     |  |  |       |  |  | Luchetto Gattilusio |  |  |                    |  |
| N. Gattilusio                               |                                             |                                               |                                     |  |  |       |  |  | Luchetto Gattilusio |  |  |                    |  |
|                                             |                                             | Eleonora Doria                                | Corrado I Doria, signore di Loano   |  |  |       |  |  |                     |  |  |                    |  |
|                                             |                                             | Eleonora Doria                                | Corrado I Doria, signore di Loano   |  |  |       |  |  |                     |  |  |                    |  |
|                                             |                                             | Eleonora Doria                                | Ginevra Doria                       |  |  |       |  |  |                     |  |  |                    |  |
| Francesco I Gattilusio, signore di Lesbo    |                                             | Eleonora Doria                                |                                     |  |  |       |  |  |                     |  |  |                    |  |
|                                             |                                             | …                                             | …                                   |  |  |       |  |  |                     |  |  |                    |  |
|                                             |                                             | …                                             | …                                   |  |  |       |  |  |                     |  |  |                    |  |
|                                             |                                             | …                                             | …                                   |  |  |       |  |  |                     |  |  |                    |  |
| …                                           |                                             | …                                             |                                     |  |  |       |  |  |                     |  |  |                    |  |
|                                             |                                             | …                                             | …                                   |  |  |       |  |  |                     |  |  |                    |  |
|                                             |                                             | …                                             | …                                   |  |  |       |  |  |                     |  |  |                    |  |
|                                             |                                             | …                                             | …                                   |  |  |       |  |  |                     |  |  |                    |  |
| Francesco II Gattilusio, signore di Lesbo   |                                             | …                                             |                                     |  |  |       |  |  |                     |  |  |                    |  |
|                                             | Michele IX Paleologo, co-basileus dei Romei | Andronico II Paleologo, co-basileus dei Romei |                                     |  |  |       |  |  |                     |  |  |                    |  |
|                                             | Michele IX Paleologo, co-basileus dei Romei | Andronico II Paleologo, co-basileus dei Romei |                                     |  |  |       |  |  |                     |  |  |                    |  |
|                                             | Michele IX Paleologo, co-basileus dei Romei | Anna d'Ungheria                               |                                     |  |  |       |  |  |                     |  |  |                    |  |
| Andronico III Paleologo, basileus dei Romei | Michele IX Paleologo, co-basileus dei Romei |                                               |                                     |  |  |       |  |  |                     |  |  |                    |  |
|                                             |                                             | Rita d'Armenia                                | Leone III, re della Piccola Armenia |  |  |       |  |  |                     |  |  |                    |  |
|                                             |                                             | Rita d'Armenia                                | Leone III, re della Piccola Armenia |  |  |       |  |  |                     |  |  |                    |  |
|                                             |                                             | Rita d'Armenia                                | Keran di Lampron                    |  |  |       |  |  |                     |  |  |                    |  |
| Irene Paleologa                             |                                             | Rita d'Armenia                                |                                     |  |  |       |  |  |                     |  |  |                    |  |
|                                             |                                             | Amedeo V, conte di Savoia                     | Tommaso II, conte di Savoia         |  |  |       |  |  |                     |  |  |                    |  |
|                                             |                                             | Amedeo V, conte di Savoia                     | Tommaso II, conte di Savoia         |  |  |       |  |  |                     |  |  |                    |  |
|                                             |                                             | Amedeo V, conte di Savoia                     | Beatrice Fieschi                    |  |  |       |  |  |                     |  |  |                    |  |
| Anna di Savoia                              |                                             | Amedeo V, conte di Savoia                     |                                     |  |  |       |  |  |                     |  |  |                    |  |
|                                             |                                             | Maria di Brabante                             | Giovanni I, duca di Brabante        |  |  |       |  |  |                     |  |  |                    |  |
|                                             |                                             | Maria di Brabante                             | Giovanni I, duca di Brabante        |  |  |       |  |  |                     |  |  |                    |  |
|                                             |                                             | Maria di Brabante                             | Margherita di Fiandra               |  |  |       |  |  |                     |  |  |                    |  |
|                                             |                                             | Maria di Brabante                             |                                     |  |  |       |  |  |                     |  |  |                    |  |